# Neovison
A Neovison az emlősök (Mammalia) osztályának a ragadozók (Carnivora) rendjébe, ezen belül a menyétfélék (Mustelidae) családjába és a menyétformák (Mustelinae) alcsaládjába  tartozó nem volt.
A nemet korábban a Vison alnemként a Mustela nem tagjának tekintették.
2021 óta a Neovison  mindkét faját, valamint a Mustela nemből 3 fajt egy közös monofiletikus csoportba soroltak át, amelyet Neogale nemnek neveztek el.

## Rendszerezés
A nembe az alábbi 2 faj tartozott:
- †tengeri nyérc (Neovison macrodon) – kihalt
- amerikai nyérc (Neovison vison) – típusfaj